# Tepache
Le tepache est une boisson fermentée mexicaine traditionnelle issue de la fermentation de l'ananas ou d'un autre fruit.

## Étymologie
Tepache est un nom issu du nahuatl tepiatl qui signifie « boisson de maïs ». Cela est dû au fait qu'à l'époque préhispanique, le tepache était préparé à partir de la fermentation de la masa de maïs.

## Culture
Le tepache est une boisson populaire dans plusieurs États du Mexique comme le Nayarit, les États de Oaxaca et de Puebla ainsi qu'à Mexico où il accompagne toutes sortes de tacos. Il est réputé pour favoriser la digestion et posséder diverses vertus pour la santé grâce à la vitamine C et à la broméline contenus dans l'ananas.